# Пленишник
Пленишник — деревня в Череповецком районе Вологодской области.
Входит в состав Ягницкого сельского поселения, с точки зрения административно-территориального деления — в Ягницкий сельсовет.
Расстояние по автодороге до районного центра Череповца — 120 км, до центра муниципального образования Ягницы — 10 км. Ближайшие населённые пункты — Мышкино, Новая Ягница, Красный Двор.
По переписи 2002 года население — 125 человек (49 мужчин, 76 женщин). Преобладающая национальность — русские (99 %).